# Lijst van voetbalinterlands Italië - Nederland (vrouwen)
Deze lijst van voetbalinterlands is een overzicht van alle voetbalwedstrijden tussen de nationale teams van Italië  en Nederland. De landen hebben tot op heden 21 keer tegen elkaar gespeeld. De eerste ontmoeting, een vriendschappelijke wedstrijd, werd gespeeld in Napels op 28 mei 1978. 

## Wedstrijden
| №  | Plaats          | Datum            | Competitie           | Wedstrijd          | Uitslag |
| -- | --------------- | ---------------- | -------------------- | ------------------ | ------- |
| 1  | Napels          | 28 mei 1978      | Vriendschappelijk    | Italië − Nederland | 1 − 1   |
| 2  | Rome            | 30 mei 1978      | Vriendschappelijk    | Italië − Nederland | 1 − 0   |
| 3  | Ascoli Piceno   | 1 maart 1986     | Vriendschappelijk    | Italië − Nederland | 2 − 2   |
| 4  | Bordighera      | 29 december 1987 | Vriendschappelijk    | Italië − Nederland | 1 − 1   |
| 5  | Cuijk           | 7 juni 1989      | Vriendschappelijk    | Nederland − Italië | 0 − 3   |
| 6  | Lecce           | 7 maart 1991     | Vriendschappelijk    | Italië − Nederland | 4 − 1   |
| 7  | Vila R. António | 17 maart 1995    | Vriendschappelijk    | Italië − Nederland | 2 − 0   |
| 8  | Sorrento        | 23 februari 2000 | Vriendschappelijk    | Italië − Nederland | 0 − 0   |
| 9  | Ostia           | 13 mei 2002      | Vriendschappelijk    | Italië − Nederland | 2 − 0   |
| 10 | Hoofddorp       | 16 april 2003    | Vriendschappelijk    | Nederland − Italië | 0 − 5   |
| 11 | Viareggio       | 17 februari 2004 | Vriendschappelijk    | Italië − Nederland | 2 − 1   |
| 12 | Zwolle          | 7 september 2005 | Vriendschappelijk    | Nederland − Italië | 0 − 2   |
| 13 | Almere          | 21 februari 2007 | Vriendschappelijk    | Nederland − Italië | 2 − 0   |
| 14 | Nicosia         | 1 maart 2010     | Vriendschappelijk    | Italië − Nederland | 1 − 1   |
| 15 | Larnaca         | 28 februari 2012 | Vriendschappelijk    | Nederland − Italië | 2 − 1   |
| 16 | Den Haag        | 22 november 2014 | WK 2015 kwalificatie | Nederland − Italië | 1 − 1   |
| 17 | Verona          | 27 november 2014 | WK 2015 kwalificatie | Italië − Nederland | 1 − 2   |
| 18 | Valenciennes    | 29 juni 2019     | WK 2019              | Italië − Nederland | 0 − 2   |
| 19 | Ferrara         | 10 juni 2021     | Vriendschappelijk    | Italië − Nederland | 1 − 0   |
| 20 | Cosenza         | 5 april 2024     | EK 2025 kwalificatie | Italië − Nederland | 2 − 0   |
| 21 | Sittard         | 12 juli 2024     | EK 2025 kwalificatie | Nederland − Italië | 0 − 0   |

## Samenvatting
| Competitie        | Totaal gespeeld | Winst Italië | Gelijk | Winst Nederland | Doelsaldo Italië – Nederland |
| ----------------- | --------------- | ------------ | ------ | --------------- | ---------------------------- |
| WK-eindronde      | 1               | 0            | 0      | 1               | 0 − 2                        |
| WK-kwalificatie   | 2               | 0            | 1      | 1               | 2 − 3                        |
| EK-kwalificatie   | 2               | 1            | 1      | 0               | 2 − 0                        |
| Vriendschappelijk | 16              | 9            | 5      | 2               | 28 − 11                      |
| Totaal            | 21              | 10           | 7      | 4               | 32 − 16                      |